# 5 dicembre
Il 5 dicembre è il 339º giorno del calendario gregoriano (il 340º negli anni bisestili). Mancano 26 giorni alla fine dell'anno.

## Eventi
- 63 a.C. - Marco Tullio Cicerone pronuncia la Quarta Catilinaria
- 1456 – L'immane terremoto dell'Italia centro-meridionale (di magnitudo 7,1 circa) sconvolge nel cuore della notte la Campania e le regioni circostanti, con epicentro nella zona dell'Irpinia-Sannio. Migliaia le vittime (oltre 30 000); si tratta in assoluto di uno dei terremoti più volenti tra quelli che hanno colpito l'Italia nel II millennio.
- 1484 – Papa Innocenzo VIII scrive la bolla pontificia "Summis desiderantes affectibus" contro l'attività di maghi e streghe in Germania che porterà all'Inquisizione
- 1492 – Cristoforo Colombo diventa il primo europeo a mettere piede sull'isola di Hispaniola (oggi Haiti e Repubblica Dominicana)
- 1560 – Francesco II di Francia muore e gli succede Carlo IX di Francia
- 1746 – A Genova il Balilla dà l'avvio alla rivolta popolare che cinque giorni più tardi porterà alla cacciata degli austriaci di Botta-Adorno
- 1766 – A Londra, James Christie esegue la sua prima vendita (in seguito fonderà Christie's, la più vecchia casa d'aste del mondo)
- 1848 – Corsa all'oro californiana: in un messaggio letto davanti al Congresso degli Stati Uniti il presidente James Knox Polk conferma che grandi quantità d'oro sono state scoperte in California
- 1929 – Nasce la Repubblica Socialista Sovietica Tagika
- 1931 – Per ordine di Lazar' Moiseevič Kaganovič viene distrutta la Cattedrale di Cristo Salvatore a Mosca
- 1932 – Il fisico tedesco Albert Einstein ottiene un visto per gli Stati Uniti
- 1933 – Fine del proibizionismo: lo Utah diventa il 36º Stato a ratificare il XII emendamento, facendo raggiungere la quota dei 3/4 necessaria a farlo entrare in vigore
- 1934 – Incidente di Ual Ual in Etiopia tra truppe etiopi e le truppe italiane del presidio
- 1936
  - L'Unione Sovietica adotta una nuova costituzione
  - La Repubblica Socialista Federativa Sovietica Transcaucasica formata dall'Armenia, dalla Georgia e dall'Azerbaigian entra a far parte dell'URSS
- 1941
  - Seconda guerra mondiale: nella battaglia di Mosca il generale Georgij Konstantinovič Žukov lancia un contrattacco sovietico contro le armate tedesche, con una delle più grandi offensive lanciate contro il Gruppo di armate Centro
  - Seconda guerra mondiale: il Regno Unito dichiara guerra a Finlandia, Ungheria e Romania
- 1943
  - Seconda guerra mondiale: l'U.S. Army Air Force inizia ad attaccare le basi delle armi segrete tedesche nell'Operazione Crossbow
  - Seconda guerra mondiale: a Casoli (CH) nasce la Brigata Maiella, valorosa formazione partigiana abruzzese, unica ad essere decorata con la medaglia d'oro.
- 1944 – Seconda guerra mondiale: le truppe alleate occupano Ravenna
- 1945 – Cinque aerei del Volo 19 in addestramento scompaiono misteriosamente nel Triangolo delle Bermude
- 1952 – Il grande smog colpisce Londra
- 1955 – I sindacati statunitensi American Federation of Labor e Congress of Industrial Organizations, decidono di fondersi e formare l'AFL-CIO
- 1964 – Guerra del Vietnam: per il suo eroismo in battaglia mostrato un anno prima, il capitano Roger Donlon riceve la prima Medaglia d'Onore della guerra
- 1970 – Dario Fo mette in scena per la prima volta Morte accidentale di un anarchico
- 1974 – Viene trasmesso l'ultimo episodio del Monty Python's Flying Circus dalla BBC
- 1978 – L'Unione Sovietica firma il 'trattato d'amicizia' con il governo comunista dell'Afghanistan
- 1994 - Con il memorandum di Budapest sulle garanzie di sicurezza l'Ucraina accetta di rinunciare alle armi nucleari in suo possesso, aderendo al Trattato di non proliferazione nucleare. In cambio, Russia, Stati Uniti e Regno Unito, Cina e Francia si impegnano a preservare la sicurezza, indipendenza ed integrità territoriale dell'Ucraina.
- 2017
  - Morte dell'ex re di Romania Michele I, penultimo dei capi di Stato in carica durante la seconda guerra mondiale a morire
  - Il Comitato Olimpico Internazionale vieta alla Russia di competere alle Olimpiadi invernali del 2018 per lo scandalo del doping alle Olimpiadi invernali del 2014[1]
- 2022 - Negli Stati Uniti d'America, in un laboratorio in California, si è ottenuta la prima fusione nucleare della storia.

## Nati
Ci sono circa 1 050 voci su persone nate il 5 dicembre; vedi la pagina Nati il 5 dicembre per un elenco descrittivo o la categoria Nati il 5 dicembre per un indice alfabetico.

## Morti
Ci sono circa 520 voci su persone morte il 5 dicembre; vedi la pagina Morti il 5 dicembre per un elenco descrittivo o la categoria Morti il 5 dicembre per un indice alfabetico.

## Feste e ricorrenze

### Civili
- Giornata mondiale del suolo, World Soil Day, che celebra la conoscenza del suolo per il bene comune, l'importanza del suolo come componente cruciale del sistema naturale e come un contributo vitale per il benessere umano attraverso il suo contributo al cibo, acqua ed energia, come mitigatore nella continua perdita di biodiversità. La Giornata Mondiale del Suolo si celebra il 5 dicembre perché corrisponde con la data di nascita ufficiale di Sua Maestà il re di Thailandia Rama IX il Grande, che ha ufficialmente sancito l'evento durante il Congresso mondiale dell'International Union of Soil Science nel 2002. Nel 2016 questa giornata è stata celebrata anche in memoria del monarca deceduto nel mese di ottobre.
- Giornata mondiale del volontariato per lo sviluppo economico e sociale

### Religiose
Cristianesimo:
- San Basso di Nizza, vescovo e martire
- Santa Consolata di Genova, monaca
- Santa Crispina, martire
- San Dalmazzo di Pedona, martire
- San Geraldo di Braga, vescovo
- San Giovanni Almond, sacerdote e martire
- San Giulio, martire a Tagora in Numidia
- San Guglielmo Saggiano, mercedario, martire
- San Lucido di Aquara, monaco e abate
- San Pelino di Brindisi, vescovo e martire
- San Saba, abate
- Beata María Anunciación Peña Rodríguez, religiosa e martire
- Beato Bartolomeo Fanti, carmelitano
- Beato Filippo Rinaldi, sacerdote
- Beato Giovanni Gradenigo, monaco
- Beato Narcyz Putz, sacerdote e martire
- Beato Niccolò Stenone, vescovo

Religione romana antica e moderna:
- None
- Faunalia rustica